# Речная амбистома
Речная амбистома (лат. Ambystoma ordinarium) — вид хвостатых земноводных из семейства амбистом.

## Описание
Общая длина от 70 до 86 мм. Голова достаточно узкая и вытянутая. Глаза небольшие, слегка выпуклые. Имеет 16-24 острых и маленьких зуба. Некоторые особи сохраняют признаки неотении в виде пары длинных жабр с каждой стороны. Тело массивное, лапы короткие, но сильные, с длинными пальцами. Цвет варьируется от светло-коричневого до чёрного. Могут сохраняться неотенические признаки цвета — светлые серебристо-жёлтые пятнышки на брюхе.

## Образ жизни
Обитает в горных ручьях на высоте до 2200 м над уровнем моря. Личинки и неотены плавают против течения на глубине 15-30 см. Взрослые особи обитают вблизи берегов ручьёв, а также под листвой в сосновых и пихтовых лесах на расстоянии до 30 м от ручьёв. Ведёт дневной образ жизни. К наземной добыче относятся кузнечики, муравьи, листовертки, дождевые черви и нематоды. Водная добыча включает в себя личинок водных насекомых, таких как личинки ручейников, мелких водных жуков и моллюсков. Как личинки, так и взрослые особи ходят по дну больше, чем плавают. Живут около двух лет.

## Размножение
Размножаются в течение всего года. В кладке обычно около 100 яиц, которые самка откладывает отдельно или группами от двух до пяти яиц на нижних частях корней, ветвей и камней, находящихся в воде. Яйца пигментированы, имеют размер 9,9 мм и заключены в  три капсулы, включая толстую внешнюю оболочку. Личинка рождается с хорошо развитыми плавниками и небольшими, но кустистыми жабрами из 16-24 жаберных лепестков на трёх жаберных дугах. Личинки достигают размера 100 мм от  морды до клоаки и общей длины 191 мм.

## Распространение
Встречается в северо-восточной части мексиканского штата Мичоакан, в основном в ручье Пуэрто-Хондо (Мексика).